# Archipel de Glenan
Archipel de Glenan este o arie protejată (arie de protecție specială avifaunistică — SPA) din Franța întinsă pe o suprafață de 58.790 ha, integral pe uscat.

## Localizare
Centrul sitului Archipel de Glenan este situat la coordonatele 47°43′00″N 3°58′00″W / 47.71667°N 3.96667°V.

## Înființare
Situl Archipel de Glenan a fost declarat arie de protecție specială avifaunistică în baza directivei 79/409 din 1979 referitoare la conservarea păsărilor sălbatice pentru a proteja 46 de specii de animale.

## Biodiversitate
Situată în ecoregiunea atlantică, aria protejată nu include niciun habitat protejat.
La baza desemnării sitului se află mai multe specii protejate de  păsări (46): alca (Alca torda), pietruș (Arenaria interpres), ciuf de câmp (Asio flammeus), Branta bernicla, Calidris alba, fugaci de țărm (Calidris alpina), fugaci roșcat (Calidris ferruginea), Calidris maritima, Catharacta skua, prundăraș de sărătură (Charadrius alexandrinus), prundaș gulerat mare (Charadrius hiaticula), chirighiță neagră (Chlidonias niger), șoim călător (Falco peregrinus), lișiță (Fulica atra), cufundar polar (Gavia arctica), cufundar mare (Gavia immer), cufundar mic (Gavia stellata), scoicar (Haematopus ostralegus), Hydrobates pelagicus, Larus argentatus, pescăruș negricios (Larus fuscus), Larus marinus, pescăruș mic (Larus minutus), sitar de mal nordic (Limosa lapponica), rață neagră (Melanitta nigra), Mergus serrator, sula bassana (Morus bassanus), culic mare (Numenius arquata), viespar (Pernis apivorus), Phalacrocorax aristotelis, cormoran mare (Phalacrocorax carbo), bătăuș (Philomachus pugnax), ploier argintiu (Pluvialis squatarola), corcodel-urechiat (Podiceps auritus), corcodel mare (Podiceps cristatus), corcodel-cu-gât-negru (Podiceps nigricollis), Puffinus puffinus, Puffinus puffinus mauretanicus, eider (Somateria mollissima), lup de mare mic (Stercorarius parasiticus), chiră mică (Sterna albifrons), Sterna dougallii, chiră de baltă (Sterna hirundo), chiră de mare (Sterna sandvicensis), fluierarul cu picioare roșii (Tringa totanus), Uria aalge.